# Aubaine
Aubaine – miejscowość i gmina we Francji, w regionie Burgundia-Franche-Comté, w departamencie Côte-d’Or.
Według danych na rok 1990 gminę zamieszkiwało 67 osób, a gęstość zaludnienia wynosiła 4 osoby/km² (wśród 2044 gmin Burgundii Aubaine plasuje się na 843. miejscu pod względem liczby ludności, natomiast pod względem powierzchni na miejscu 563.).